# Антоний Марцелин
Вижте пояснителната страница за други личности с името Марцелин.
Флавий Антоний Марцелин (на латински: Flavius Antonius Marcellinus) е политик на Римската империя през 4 век.
Антоний е през 337 – 338 г. проконсул на Африка. През 340 – 341 г. преториански префект. През 341 г. e консул заедно с Петроний Пробин.
Антоний е дядо на Мелания Старша и патрон на град Була Регия (Bulla Regia) в провинция Африка.